# Miguel Moragas
Miguel Moragas Ricart (Barcelona, 1842-Barcelona, 1916) fue un pintor escenógrafo español.

## Biografía
Nació el 19 de noviembre de 1842 en Barcelona. Pintor escenógrafo, fue autor de trabajos muy apreciados en los teatros de Barcelona. Muchos lienzos de las obras La vuelta al mundo, Lo lliri de plata, Una anada á Montserrat y La redoma encantada, así como el telón del Buen Retiro (1879) y el decorado del teatro Fortuny de Reus (1882), fueron de su mano. Falleció el 12 de julio de 1916 en Barcelona.